# George Henry Boker

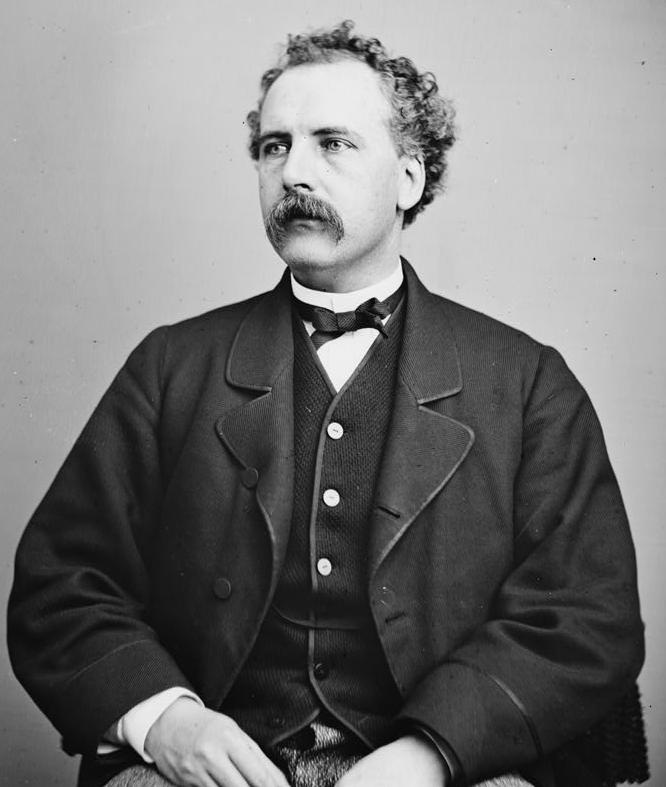
George Henry Boker

George Henry Boker (* 6. Oktober 1823 in Philadelphia, Pennsylvania; † 2. Januar 1890 ebenda) war ein US-amerikanischer Diplomat und Schriftsteller.

## Leben
Der Reichtum der Eltern des Bankersohns Boker ermöglichte ihm eine Karriere als Schriftsteller und als Diplomat. Schon zwei Jahre nach einem Studium an der Princeton University, wo er das Magazin Nassau Monthly mitbegründete, brach er eine Karriere als Anwalt ab.
Stattdessen reiste er 1844 zusammen mit seiner Frau Julia Mandeville Riggs durch Europa, um seine schriftstellerische Karriere zu starten. In den 1850ern veröffentlichte er mehrere Stücke, hörte jedoch frustriert über Misserfolge, den Sezessionskrieg und ein Verfahren gegen seinen Vater auf, Theaterstücke zu verfassen. Einen großen Erfolg konnte er erst 1882 mit einem Revival seines Stückes Francesca da Rimini feiern. Es überzeugte ihn, wieder Stücke für die Bühne zu schreiben. Seine letzten beiden Stücke Nydia und Glaucus wurden allerdings nie aufgeführt. In den späten 1860ern reiste er durch Amerika, um seine Lyrik vorzutragen.
Boker war zeit seines Lebens in der Lincoln unterstützenden Union League of Philadelphia engagiert.
1871, frustriert über seinen Misserfolg als Schriftsteller, wurde er Diplomat. Zum Dank für sein Engagement in der Union League of Philadelphia ernannte ihn US-Präsident Ulysses S. Grant zum Botschafter der Vereinigten Staaten im Osmanischen Reich. Vier Jahre später wurde er Botschafter in Russland. 1878 kehrte er nach Philadelphia zurück. 1890 starb er in seiner Heimatstadt Philadelphia im Alter von 66 Jahren und wurde ebenda im Laurel Hill Cemetery begraben.

## Werk
Bokers wohl berühmtestes Stück ist das Drama Francesca da Rimini. Es handelt von einer Liebesaffäre im Italien des 17. Jahrhunderts und ist vom 5. Canto Dantes Inferno inspiriert. Dieses Canto behandelt den zweiten Kreis der Hölle, wo die Wolllüstigen sich aufhalten. Boker behandelt genauer die Sünderin Francesca da Rimini, die im Canto eine größere Rolle einnimmt. Das Stück behandelt die Affäre der politisch Verheirateten mit ihrem Stiefbruder, die am Ende beide vom Ehemann umgebracht werden. Die Uraufführung am 26. September 1855 war kein Erfolg. Erst dank einem Revival, geführt von Lawrence Barrett und William Winter, das das Stück maßgebend veränderte, wurde es bekannt. Auch ein Revival aus dem Jahr 1901 mit Otis Skinner war ein großer Erfolg. Heutzutage wird Boker aufgrund dieses Stückes oft als einer der wichtigsten Autoren seiner Zeit bezeichnet.

## Familie
1844 heiratete er Julia Mandeville Riggs, mit der er drei Kinder hatte.